# 高馬北極殿
高馬北極殿，位於台灣高雄市鼓山區鼓山二路25巷26弄9號，主祀玄天上帝，分靈自澎湖馬公東甲北極殿。

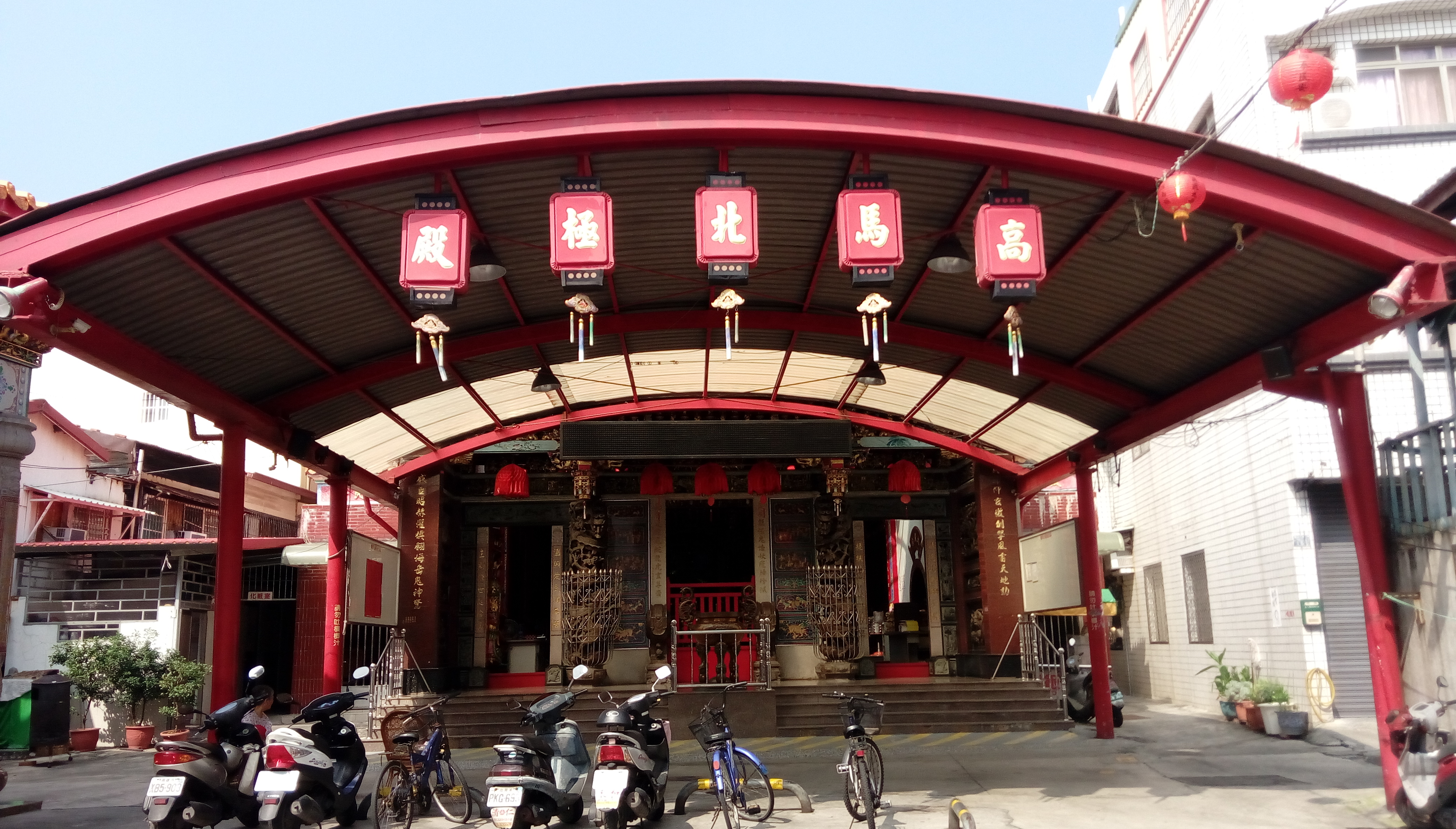
高馬北極殿

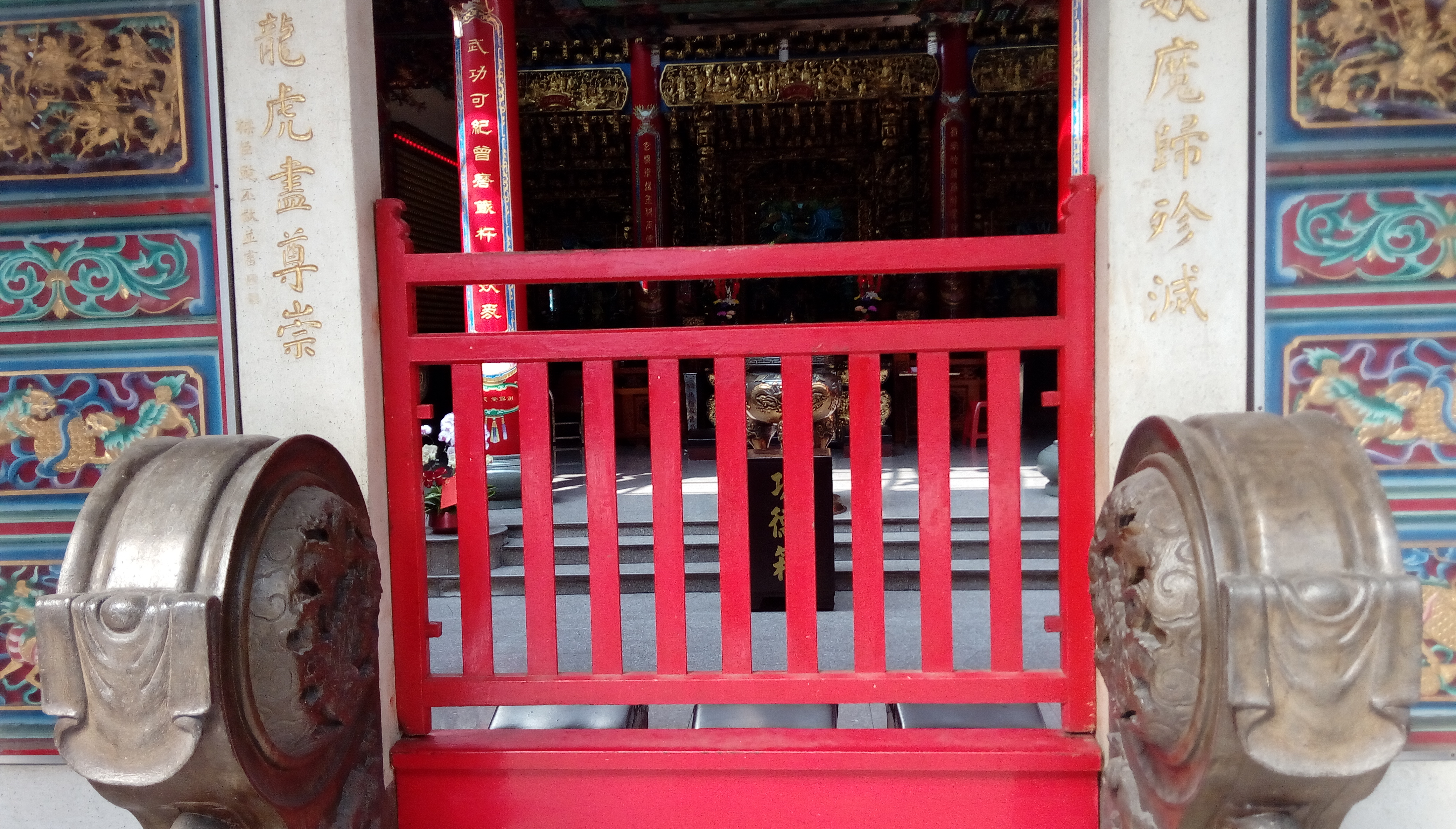
高馬北極殿

## 簡介
民國38年（1949年），從澎湖縣馬公東甲北極殿分靈到高雄，暫居民宅，由於玄天上帝神威顯赫，參拜者日增，場地所限，已不敷使用，於是開始規劃建廟，民國55年（1966年）動工興建，民國62年（1973年）落成。歷經十餘年，遭逢多次天災地變，廟頂毀損嚴重。民國83年（1994年）開始修建，民國85年（1996年）完工落成。
另外，高馬北極殿旁有一座「打鼓福德祠」，主祀福德正神。

## 祀神
高馬北極殿主祀玄天上帝，配祀中壇元帥、福德正神、文昌帝君、準提菩薩、溫府千歲、虎爺、太歲星君。

## 外部連結
- 高馬北極殿-文化資源地理資訊系統 （页面存档备份，存于）
- 廟宇巡禮-高雄高馬北極殿 （页面存档备份，存于）